# Вальдеобіспо
Вальдеобіспо (ісп. Valdeobispo) — муніципалітет в Іспанії, у складі автономної спільноти Естремадура, у провінції Касерес. Населення — 749 осіб (2010).
Муніципалітет розташований на відстані близько 220 км на захід від Мадрида, 70 км на північ від Касереса.

## Демографія
Динаміка населення (INE ):